# Manuel Correia Abreu
Manuel Correia Abreu MIP (Loulé, 4 de Maio de 1915 — Lagos, 6 de Julho de 1983), foi um professor e político português.

## Biografia

### Nascimento e formação
Manuel Correia Abreu nasceu na Freguesia de São Sebastião, em Loulé, no dia 4 de Maio de 1915; era filho de Joana do Sacramento Abreu e de Manuel dos Santos Abreu.
Frequentou a Escola do Magistério Primário de Lisboa, tendo sido diplomado pelo Júri de Exames do Estado em 24 de Outubro de 1940. Também tirou o 5.º ano de Desenho Profissional, pela Escola Industrial Vitorino Damásio de Lagos.

### Carreira profissional e política
Manuel Correia Abreu foi nomeado em 15 de Fevereiro de 1941 para o Quadro de Agregados do Distrito de Faro, tendo sido professor na Escola de Bensafrim, Lagos, de 1 de Outubro desse ano até 30 de Setembro de 1942, de Alcácer do Sal entre 1 de Outubro de 1942 e 30 de Setembro de 1944, e de Santa Maria, em Lagos, a partir de Outubro do mesmo ano; tornou-se efectivo, como professor do Ensino Primário Oficial, em 29 de Novembro de 1946.
Correia Abreu foi igualmente destacado para os postos de delegado do director no Concelho de Lagos, por uma portaria de 26 de Outubro de 1944, tendo tomado posse no dia 13 de Novembro do mesmo ano, e director da Escola Masculina de Lagos, por uma portaria de 8 de Janeiro de 1945, posição que ocupou entre 30 de Janeiro do mesmo ano, e 1 de Janeiro de 1975, quando foi exonerado. Também exerceu como juiz adjunto do Tribunal de Menores da comarca de Lagos, e vereador substituto da Câmara Municipal de Lagos entre 1 de Janeiro de 1960 e 31 de Dezembro de 1963.
Também fez parte da Comissão Municipal de Artes e Arqueologia, tendo sido autorizado por dois despachos ministeriais, datados de 6 de Fevereiro de 1946 e 8 de Fevereiro de 1955.
Em 21 de Março de 1964, foi autorizado pela Direcção Escolar de Faro a produzir uma escrita comercial, sem prejuízo para o serviço oficial.
Reformou-se em 24 de Dezembro de 1981.
Manuel Correia Abreu faleceu no dia 6 de Julho de 1983, na cidade de Lagos.

## Prémios e homenagens
Manuel Correia Abreu obteve, em Setembro de 1972, o Prémio Especial de Educação Física no Ensino Primário, pela Direcção Geral de Educação Física e Desporto, no Estádio Nacional, em Lisboa; recebeu, igualmente, um prémio pela sua participação no I Encontro Nacional de Desportos para a Infância, e uma placa prateada comemorativa.
Correia Abreu também foi distinguido com a Medalha da Ordem da Instrução Pública, em 1 de Julho de 1971, que foi entregue pelo Presidente da República no Liceu Camões, em Lisboa.
Foi homenageado pela Câmara Municipal e pela Assembleia Municipal de Lagos, que atribuíram o seu nome à cantina da Escola do Bairro Operário, e, em 18 de Fevereiro de 1987, a uma rua da Freguesia de Santa Maria.